# Lamania gracilis
Lamania gracilis är en spindelart som beskrevs av Peter J. Schwendinger 1989. Lamania gracilis ingår i släktet Lamania och familjen Tetrablemmidae.
Artens utbredningsområde är Bali. Inga underarter finns listade i Catalogue of Life.